# Dorcadion drusum
Dorcadion drusum es una especie de coleóptero de la familia de los cerambícidos.

## Distribución
Se encuentra en Siria y Líbano.